# Johann Christoph Bach (1671-1721)
Johann Christoph Bach (8 de desembre de 1671 - 31 de març de 1721) va ser un organista i compositor alemany.
Fill gran de Johann Ambrosius Bach i germà de Johann Sebastian Bach, va néixer i va estudiar a Erfurt, Turíngia, amb el prestigiós compositor Johann Pachelbel i més tard va ajudar el seu parent Heinrich Bach, a Arnstadt (Turíngia). El 1690, va ser nomenat organista a Ohrdruf (Turíngia), càrrec que va ocupar durant la resta de la seva vida. A la mort del seu pare, va portar a Ohrdruf a Johann Sebastian i es va encarregar del seu manteniment i educació, sent probablement un dels seus professors de música. L'any 1721 va morir a Ohrdruf.
Fills seus varen ser:
- Johann Andreas Bach.
- Johann Bernhard Bach (1700-1743).
- Johann Christoph Bach (1702-1756).
- Johann Heinrich Bach.